# José António Soares Leal
José António Soares Leal (Alenquer, 2 de julho de 1810 - Viena, 1873) foi um militar e diplomata português.
Único Barão e 1.º Visconde de Santa Quitéria, José António Soares Leal nasceu na Quinta do Carvalhal, Espiçandeira.
Em 1824 era cadete de Infantaria 4 e quando este corpo se pronunciou contra o regime de D. Miguel (21 de agosto de 1831), tomou parte activa nessa rebelião. Viu-se depois forçado a emigrar para Inglaterra, de onde seguiu para a ilha Terceira a juntar-se às forças liberais que ali se organizaram. Regressou a Portugal em 1832 e fez as campanhas da Liberdade até ao fim. Ingressou depois na carreira diplomática e prestou serviço em várias capitais. Era ministro de Portugal em Viena quando teve um grave acidente em razão de se ter voltado a carruagem em que regressava de um baile em Baden-Baden, das consequências da qual faleceu. 

## Condecorações
Era fidalgo da Casa Real, grã-cruz das Ordens da Coroa de Ferro, de Francisco José e de Leopoldo, da Áustria, da Águia Vermelha, da Prússia, de Ernesto Pio, de Saxe-Coburgo-Gota, e da Ordem de Carlos III, de Espanha; comendador da Ordem Militar de Cristo, Ordem Militar da Torre e Espada e da Ordem de Nossa Senhora da Conceição de Vila Viçosa e Cavaleiro da Estrela Polar, da Suécia. 
O título de Barão foi-lhe concedido por Decreto de 8 de agosto de 1855 (D. Fernando II, Regente na menoridade de D. Pedro V) e foi elevado a Visconde por Decreto de 6 de agosto de 1859 (D. Pedro V).

## Família
Casou, a 21 de setembro de 1852, com D. Natália Júlia Axelina, Baronesa de Lancken-Wakenitz, filha dos Barões de Lancken-Wakenitz 
Sua filha, D. Maria Emília Soares Leal (1854-1888), foi 2ª Viscondessa. Casou, na Alemanha, com Carlos Wachs, chefe de esquadrão do 2º Regimento de Dragões de Bade, ao qual foi extensivo o uso do título da sua mulher, por graça régia especial. O título foi renovado na 2ª Viscondessa por Decreto de 14 de junho de 1878 (D. Luís), «em atenção aos bons serviços prestados por seu pai na carreira diplomática».